# Danijel Lončar
Danijel Lončar (Versmold, 26. lipnja 1997.) hrvatski je nogometaš koji igra na poziciji braniča. Trenutačno igra za poljski klub Pogoń Szczecin.